# کشته‌شدن علیرضا توسلی
علیرضا توسلی (۱۳۷۶–۱۳۸۸ در بهشت زهرا) کودکی بود که گفته شده‌است در اثر اصابت باتوم نیروهای امنیتی به سرش در مراسم چهلم کشته‌شدن ندا آقاسلطان، یکی از معترضان به نتیجه انتخابات دهمین دور ریاست جمهوری ایران، در بهشت زهرا کشته شده‌است.

## رویداد
منابع مرتبط با جنبش سبز گفتند که کودکی ۱۲ ساله در مراسم چهلم ندا آقاسلطان ربوده شده و به خاطر برخورد باتوم به سر درگذشته است. سایت خبری «موج سبز آزادی» که اخبار مربوط به اعتراض‌ها به نتایج انتخابات را منتشر می‌کند، «به علت موثق نبودن منابع خبر» آن را منتشر نکرده‌بود. روزنامه اعتماد ملی، به صاحب‌امتیازی مهدی کروبی، در گزارشی اعلام کرد پیگیری مرگ یک کودک ۱۲ ساله که گفته می‌شود در مراسم چهلم ندا آقاسلطان در بهشت زهرا کشته شده در دستور کار کمیته حقیقت‌یاب مجلس قرار گرفته‌است. حمیدرضا کاتوزیان، عضو کمیته حقیقت‌یاب مجلس، هم اعلام کرد که این کمیته علت مرگ این کودک را بررسی می‌کند.
باشگاه خبرنگاران جوان که سازمانی زیر نظر صدا و سیمای جمهوری اسلامی است، طبق گزارشی ادعا نمود که علیرضا توسلی در جاده ساوه با یک وانت تصادف کرده‌است و ماجرای باتوم خوردن به سرش صحت ندارد. همین مطلب توسط پدر علیرضا توسلی نیز بازگو می‌شود و روز درگذشت،‌ تاریخ ۸ تیر ۱۳۸۸ (۳۰ روز قبل از مراسم چهلم ندا آقاسلطانی) گفته می٬شود.

## ادعاهایی در مورد نادرست بودن ماجرا
روز شنبه ۱۷ مردادماه شبکه دوم تلویزیون جمهوری اسلامی در بخش خبری ۲۰:۳۰ خود با یادآوری اخبار مربوط به کشته‌شدن یک نوجوان دوازده ساله در بهشت‌زهرا با چند نفر از کسانی که آن‌ها را «اعضای خانواده این نوجوان» معرفی کرده، مصاحبه کرد. این افراد در این مصاحبه‌ها گفته‌اند که وی «چهل روز پیش و در روز هفتم تیر ماه در تصادفی در ساوه» کشته شده‌است. گردانندگان بخش خبری ۲۰:۳۰ به دنبال پخش این گزارش رسانه‌های مخالف را به پخش اخبار دروغ متهم کردند.
حمیدرضا کاتوزیان نماینده اصولگرا و عضو کمیته حقیقت‌یاب هم در ابتدا از پیگیری این کمیته از مرگ علیرضا توسلی خبر داد و بعدا با بیان این که می‌دانسته «علیرضا توسلی در یک سانحه تصادف در ساوه درگذشته و ربطی به اغتشاشات اخیر ندارد. اما توصیه شده بود که تکذیب فعلاً صورت نگیرد تا اطلاعات کامل‌تر شود.» ادعا کرد: «ظاهراً منظور از تکمیل شدن اطلاعات تنظیم سناریویی برای تخریب و انتقام از نمایندگان مدافع ملت بوده‌است. تا عملکرد کمیته حقیقت‌یاب زیر سؤال برود و اقدامات آن تحت شعاع قرار بگیرد.» کاتوزیان نام ارگانی که این توصیه را به کمیته حقیقت یاب کرده بود فاش نکرد.

### روایتهای دیگر
معترضان به انتخابات از میان لیست ۷۵ نفره کشته شده‌های پس از انتخابات، کشته شدن علیرضا توسلی و چند تن دیگر را بی ارتباط با انتخابات عنوان کرده‌اند. برخی دیگر اما خبرهای منتشر شده از صدا و سیمای جمهوری اسلامی را صحنه‌سازی دانستند.